# Fontanarosa
Fontanarosa là một đô thị (comune) thuộc tỉnh Avellino trong vùng Campania của Ý. Fontanarosa có diện tích km2, dân số là người (thời điểm ngày).